# Holowne
Holowne (ukrainisch Головне́; russisch Головно/Golowno, polnisch Hołowno) ist eine Siedlung städtischen Typs in der Ukraine mit etwa 3000 Einwohnern.

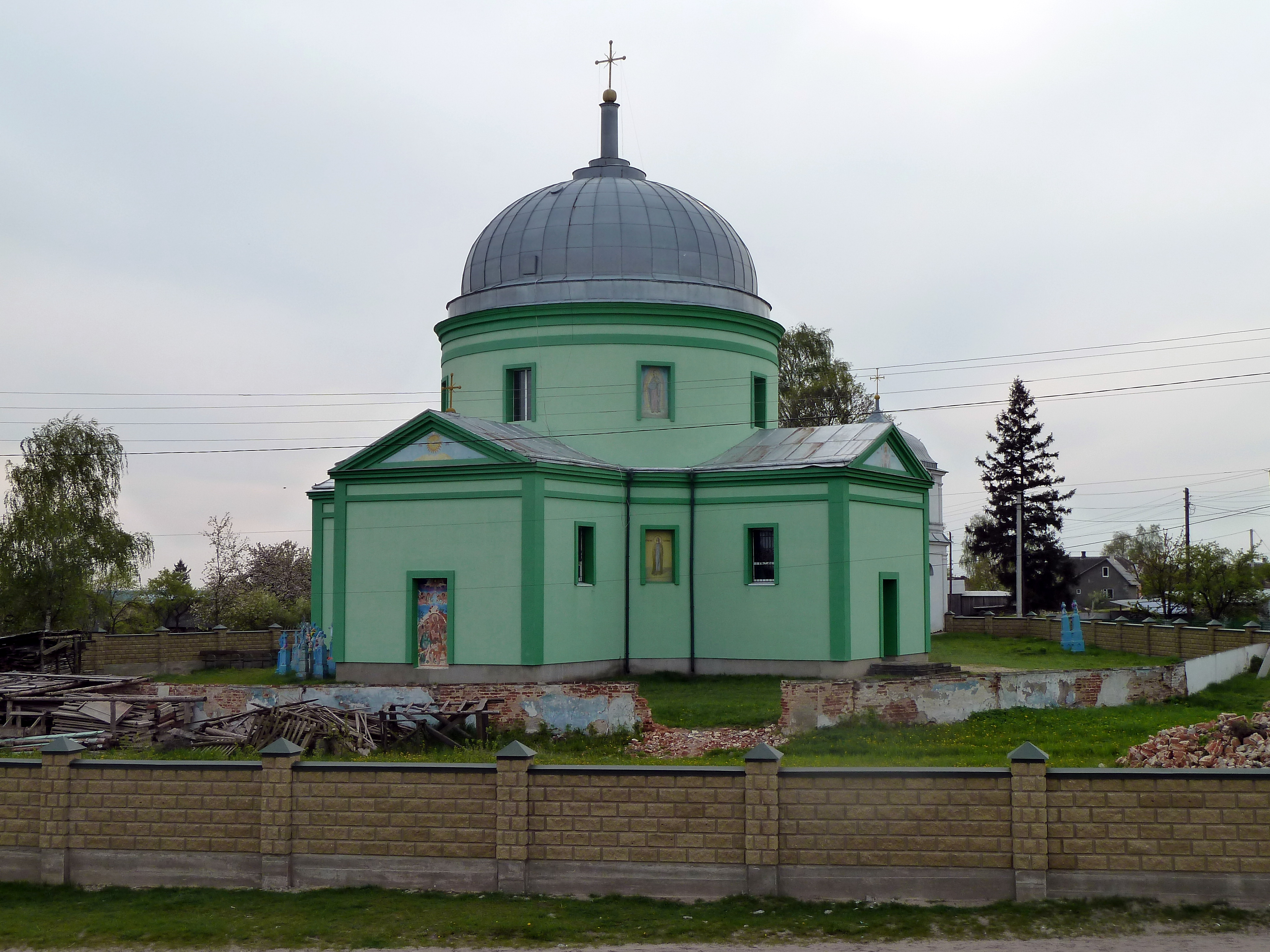
Kirche im Ort

## Lage
Sie liegt in der Oblast Wolyn im Rajon Kowel. Das ehemalige Rajonszentrum Ljuboml ist etwa 14 Kilometer südöstlich gelegen, die Oblasthauptstadt Luzk etwa 109 Kilometer südöstlich. Die polnische Grenze verläuft im Westen in etwa 35 Kilometer Entfernung.

## Geschichte
Der Ort wurde um 1510 zum ersten Mal schriftlich erwähnt und lag als Hołowno bis 1795 als Teil der Adelsrepublik Polen-Litauen, in der Woiwodschaft Ruthenien/Chełmer Land. Danach kam es zum neugegründeten Gouvernement Wolhynien als Teil des Russischen Reiches.
Nach dem Ende des Ersten Weltkriegs wurde der Ort Teil der Zweiten Polnischen Republik (Woiwodschaft Wolhynien, Powiat Luboml, Gmina Hołowno). Infolge des Hitler-Stalin-Pakts besetzte die Sowjetunion das Gebiet. Nach dem deutschen Überfall auf die Sowjetunion 1941 war der Ort bis 1944 unter deutscher Herrschaft, kam dann nach dem Zweiten Weltkrieg wieder zur Sowjetunion und wurde in die Ukrainische SSR eingegliedert. Seit 1957 hat der Ort den Status einer Siedlung städtischen Typs, 1991 kam die Siedlung zur neu entstandenen Ukraine.
Zwischen 1940 und 1962 war der Ort das Rajonszentrum des Rajon Holowne, dieser ging aus dem im gleichen Jahr erschaffenen Rajon Shorany hervor und ging Ende 1962 im Rajon Ljuboml auf.

## Verwaltungsgliederung
Am 7. Juli 2017 wurde die Siedlung zum Zentrum der neugegründeten Siedlungsgemeinde Holowne (Головненська селищна громада Holownenska selyschtschna hromada). Zu dieser zählten auch noch die 9 in der untenstehenden Tabelle aufgelistetenen Dörfer, bis dahin bildete die Siedlung zusammen mit den Dörfern Jasne, Maslowez und Skrypyzja die gleichnamige Siedlungsratsgemeinde Holowne (Головненська селищна громада/Holownenska selyschtschna hromada) im Norden des Rajons Ljuboml.
Am 12. Juni 2020 kamen noch die Dörfer Hupaly, Saoserne, Shorany und Sylne zum Gemeindegebiet hinzu.
Am 17. Juli 2020 wurde der Ort Teil des Rajons Kowel.
Folgende Orte sind neben dem Hauptort Holowne Teil der Gemeinde:
| Name                     | Name           | Name                                     | Name             | Name |
| ukrainisch transkribiert | ukrainisch     | russisch                                 | polnisch         |      |
| ------------------------ | -------------- | ---------------------------------------- | ---------------- | ---- |
| Hupaly                   | Гупали         | Гупалы (Gupaly)                          | Hupały           |      |
| Humenzi                  | Гуменці        | Гуменцы (Gumenzy)                        | Humeńce          |      |
| Jasne                    | Ясне           | Ясное (Jasnoje)                          | Byk              |      |
| Kruschynez               | Крушинець      | Крушинец (Kruschinez)                    | Kruszyniec       |      |
| Maslowez                 | Масловець      | Масловец                                 | Masłowiec        |      |
| Mschanez                 | Мшанець        | Мшанец                                   | Mszaniec         |      |
| Nudysche                 | Нудиже         | Нудыже                                   | Nudyże           |      |
| Sabolottja               | Заболоття      | Заболотье (Sabolotje)                    | Zabłocie         |      |
| Saoserne                 | Заозерне       | Заозерное (Saosernoje)                   | Pereszpa         |      |
| Shorany                  | Згорани        | Згораны (Sgorany)                        | Zgorany          |      |
| Skrypyzja                | Скрипиця       | Скрипица (Skripiza)                      | Skrypica         |      |
| Sylne                    | Сильне         | Сильное (Silnoje)                        | Silno            |      |
| Tscheremoschna Wolja     | Черемошна Воля | Черемошная Воля (Tscheremoschnaja Wolja) | Czeremoszna Wola |      |